# Śani

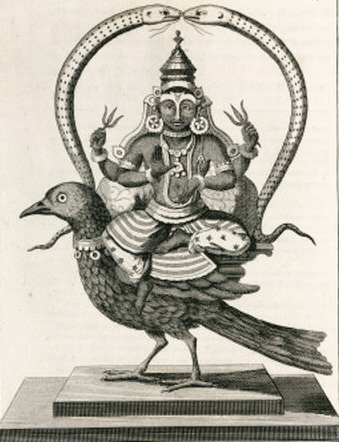
Śani Dewa

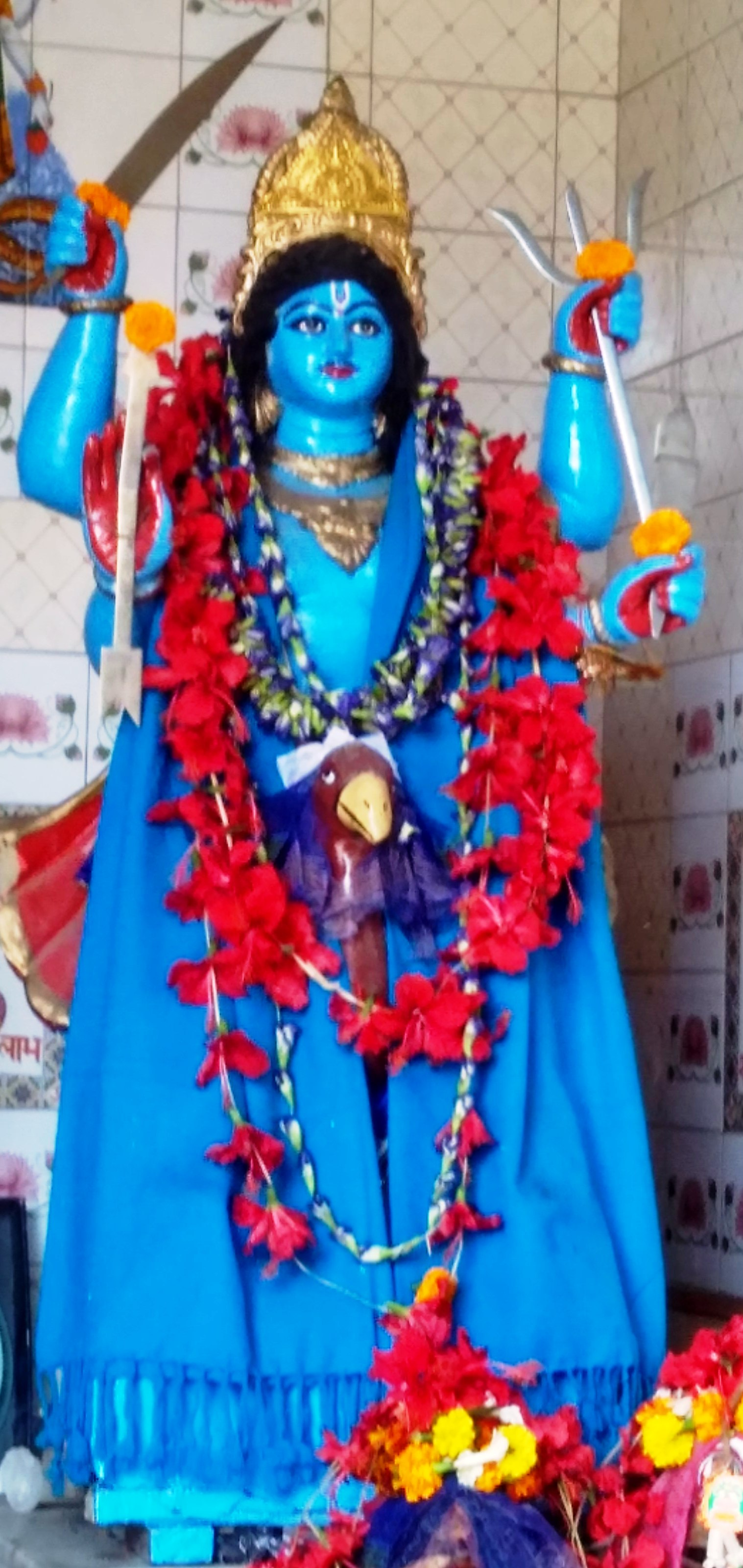
Śani Dewa

Śani (dewanagari शनि, शनिदेवता, „Powolny”) – jedna z graha, planeta Saturn, a zarazem jej bóg. Czarnoskóry, syn Surji i Czhaji, władający sobotą, zsyłający niepowodzenie, jeśli nie został przebłagany, wedle różnych źródeł dosiada żółwia, wronę lub sępa. Ostatnie dwa wierzchowce (wahana) symbolizują jego negatywną stronę.